# Mercy For Animals
A Mercy For Animals ( MFA ) é uma organização internacional de proteção animal sem fins lucrativos fundada em 1999 por Milo Runkle. A missão da MFA é "prevenir a crueldade contra animais ditos de criação e promover escolhas e políticas alimentares compassivas".
A MFA conduziu mais de 65 investigações de fazendas industriais e matadouros, muitas das quais resultaram em condenações por crueldade animal, mudanças nas políticas corporativas de bem-estar animal, e cobertura da mídia em horário nobre. A organização orientou muitas das maiores empresas de alimentos do mundo, incluindo Nestlé, Perdue, e Walmart, na adoção de políticas de bem-estar animal.
A MFA também promove a alimentação vegana por meio de mídias sociais, vídeos, textos e recursos online.
Em 2016, A MFA iniciou sua operação no Brasil, liderada pelo ativista Lucas Alvarenga. O primeiro escritório da organização fora dos Estados Unidos foi criado em 2018, na cidade de São Paulo.

## História

### 1999–2007: Fundação e primeiros anos
Milo Runkle escreveu em Mercy For Animals: One Man's Quest to Inspire Compassion and Improve the Lives of Farm Animals, publicado em 2017, que ele fundou o MFA depois que um professor de biologia em sua escola secundária rural em Ohio trouxe leitões mortos para a aula para serem dissecado. Um porquinho ainda estava vivo, então um aluno que trabalhava na fazenda do professor agarrou o porquinho e bateu com a cabeça no chão. O incidente foi controverso na comunidade, mas um juiz decidiu que a ação do aluno era legal porque era "prática agrícola padrão".
Milo escreve que a injustiça pesou muito sobre ele e o levou a criar uma organização com a missão de proteger os animais ditos de criação.
A MFA conduziu suas primeiras investigações em 2001. Os investigadores entraram em duas fazendas de produção de ovos em Ohio à noite cinco vezes durante várias semanas. Eles coletaram horas de filmagem, deram água para galinhas desidratadas e resgataram outras aves que sofriam.
Esses resgates abertos foram manchetes em todo o estado. A maior estação de notícias de televisão de Ohio na época exibiu a filmagem, promovendo o segmento como "O vídeo que a indústria de ovos não quer que você veja".
No ano seguinte, os investigadores do MFA gravaram imagens de dentro de outra fazenda industrial em Ohio, a Weaver Bros. Fazenda de Ovos. Cerca de cinco horas de vídeo mostraram milhares de galinhas em gaiolas, pássaros presos entre os arames das gaiolas sem acesso a comida ou água e animais mortos apodrecendo ao lado de outras aves que ainda põem ovos para consumo humano. A MFA usou a filmagem para desacreditar um novo selo "Animal Care Certified" que anunciava que as galinhas eram criadas de forma humana.
A MFA pediu aos promotores que investigassem e processassem essas fazendas, mas nenhuma acusação foi feita.

### 2008–2010: Investigações secretas e legislação estadual
Os atuais investigadores do MFA obtêm emprego em fazendas industriais e matadouros para documentar as condições. Estar nas instalações por longos períodos de tempo permite que os investigadores registrem abusos repetidos e apresentem casos de crueldade sistêmica e contínua, o que pode levar a condenações por crueldade animal, políticas corporativas de bem-estar animal e nova legislação.
Em 2008, os defensores dos direitos dos animais organizaram uma campanha popular em toda a Califórnia para aprovar a Proposição 2, uma iniciativa de votação estadual que exige que galinhas poedeiras, porcos prenhes e bezerros criados para vitela tenham espaço suficiente para deitar, levantar, estender totalmente suas membros e virar-se. A MFA divulgou imagens investigativas de dentro de duas das maiores fazendas de ovos da Califórnia, Gemperle Enterprises e Norco Ranch, apenas duas semanas antes da votação. A Proposta 2 foi aprovada e ainda é considerada uma das peças mais importantes da legislação de proteção de animais ditos de produção já promulgada nos Estados Unidos.
Um ano depois, os investigadores do MFA no Maine descobriram trabalhadores e gerentes de uma fazenda de produção de ovos matando pássaros agarrando-os pelo pescoço e balançando-os no ar. A MFA entregou o vídeo à polícia estadual, que por sua vez invadiu as instalações. O proprietário da instalação se declarou culpado de 10 acusações de crueldade animal e concordou em pagar mais de US$ 130.000 em multas e restituições, a maior penalidade financeira já aplicada contra uma fazenda industrial dos EUA.
Em 2010, várias organizações, incluindo a MFA, lançaram uma campanha para promulgar uma legislação em Ohio que protegeria os animais ditos  de criação. O Ohio Farm Bureau recusou-se a se reunir com a coalizão até que uma investigação da MFA em uma fazenda de laticínios de Ohio mostrou trabalhadores esfaqueando vacas com forcados, batendo nelas com pés de cabra e torcendo suas caudas até que os ossos se quebrassem. Após a divulgação da investigação, o Ohio Farm Bureau finalmente concordou em se reunir com os grupos e promulgou reformas no bem-estar dos animais ditos de produção.

### 2011–2013: Denúncias no Canadá, campanhas corporativas e condenações por crueldade
Impulsionado pelo progresso nos Estados Unidos, a MFA se expandiu para o Canadá em 2012. A primeira exposição da MFA sobre a indústria de carne suína canadense levou os oito maiores supermercados do país a eliminar gradualmente as caixas de gestação de suas cadeias de suprimentos. Um denunciante documentou trabalhadores disparando parafusos de metal na cabeça dos porcos - deixando muitos porcos inconscientes por minutos - e cortando os testículos dos leitões sem analgésicos. Alguns trabalhadores batiam os leitões de cabeça no chão para matá-los. Porcas grávidas eram mantidas em caixotes tão pequenos que os animais não podiam se virar. O popular programa de notícias W5 do Canadá exibiu a filmagem em todo o país.
A indústria suína do Canadá também se comprometeu com a eliminação gradual nacional das gaiolas de gestação, e os produtores de suínos concordaram em parar de mutilar leitões sem alívio da dor.
Imagens feitas pela MFA em dois fornecedores de Alberta para a Burnbrae Farms, na época fornecedora de ovos para o McDonald's Canadá, levaram quase 120.000 canadenses a pedir ao McDonald's que proibisse gaiolas para galinhas poedeiras na cadeia de suprimentos da empresa. Após a denúncia e o clamor público, o McDonald's anunciou uma política para eliminar as gaiolas para galinhas de suas fazendas fornecedoras na América do Norte. Quase toda a indústria alimentícia canadense seguiu o exemplo.
Nos EUA, a MFA conduziu investigações dentro de fazendas industriais de perus que fornecem Butterball. Os meios de comunicação CNN, Associated Press, NBC, e USA Today relataram as investigações, que revelaram trabalhadores pisando violentamente em perus, arrastando-os pelas asas e pescoços, batendo-os em caixas de transporte e deixando muitos a sofrer de lesões e infecções não tratadas. Solicitados por imagens de câmeras escondidas, a polícia da Carolina do Norte conduziu uma operação de dois dias em uma das instalações. Cinco funcionários da Butterball foram presos e acusados de crueldade criminosa contra animais. Os processos levaram à primeira condenação criminal por crueldade contra aves de criação industrial na história dos Estados Unidos.
No ano seguinte, a MFA investigou uma fazenda de laticínios em Wisconsin que fornecia a marca DiGiorno Pizza da Nestlé . Imagens secretas revelaram vacas espancadas, esfaqueadas e arrastadas por tratores. Depois que o vídeo recebeu ampla atenção da mídia, a Nestlé, a maior empresa de alimentos do mundo, reuniu-se com a MFA e implementou uma política abrangente de bem-estar animal.

### 2014–2016: Campanhas; novas iniciativas; e expansão para Brasil, México, Índia e Ásia
Seguindo o progresso com a Nestlé, a MFA teve como alvo a Leprino Foods, Great Lakes Cheese, e Saputo . Depois que as investigações da MFA revelaram abusos em cada uma de suas cadeias de suprimentos, as empresas divulgaram suas próprias políticas de bem-estar animal.
Após seis investigações da MFA sobre a cadeia de suprimentos de carne suína do Walmart, três anos de campanha e pressão de Bob Barker, James Cromwell, Ryan Gosling, e uma série de outras celebridades, em maio de 2015 o Walmart proibiu as caixas de gestação, gaiolas em bateria, e engradados de vitela de suas cadeias de suprimentos nos EUA. A gigante do varejo também se comprometeu a acabar com as mutilações sem analgésicos, como corte de cauda, castração e descorna.
As principais mercearias dos EUA Publix, Kroger, Albertsons, e SUPERVALU, juntamente com o Conselho de Varejo do Canadá, também se comprometeram a proibir o confinamento intensivo de galinhas de suas cadeias de fornecimento de ovos após o MFA denúncias ou campanhas.
No início de 2016, o MFA lançou o The Good Food Institute. A missão da organização é criar "um suprimento de alimentos saudável, humano e sustentável". O Good Food Institute fornece suporte estratégico para empresas, promove produtos à base de plantas, apóia empreendedores e educa instituições financiadoras, corporações e órgãos governamentais sobre carne vegetal e carne limpa.
Em seguida, a Perdue, uma das maiores produtoras de frango do mundo, anunciou um compromisso de estabelecer precedentes para melhorar o bem-estar animal depois que a MFA investigou duas fazendas contratadas nos EUA que forneciam a empresa. A política reduzirá o sofrimento de quase 680 milhões de aves anualmente.
No mesmo ano, a MFA também iniciou operações no Brasil, México, Índia e Ásia.
Um investigador da MFA gravou imagens de dentro de nove matadouros administrados pelo governo no México. Os porcos foram arrastados por seus membros para o chão da matança e esfaqueados repetidamente. Uma vaca amarrada sofreu golpes de marreta . Um porco encurralado foi esfaqueado na lateral com uma faca grande. A investigação chamou a atenção dos principais meios de comunicação mexicanos Reforma, El Universal, e Proceso .
O ator mexicano Eugenio Derbez narrou um vídeo da MFA sobre a crueldade. Em uma petição online, Eugenio escreveu: "Assisti ao vídeo horrorizado enquanto os animais eram amarrados, chocados sem motivo, brutal e repetidamente espancados com marretas e depois esfaqueados na nuca".
De volta aos EUA, a MFA também fez parte de uma coalizão de organizações que trabalharam para aprovar a Lei de Prevenção da Crueldade contra Animais de Fazenda em Massachusetts. A medida, aprovada em 2016, proíbe algumas das práticas agrícolas mais cruéis e proíbe a venda de ovos, carne de porco e vitela de animais criados em confinamento intensivo.

### 2017–presente
Após as investigações de 2016, a MFA trabalhou com membros do congresso do México para introduzir uma legislação federal que acabaria com os piores métodos de abate mostrados no vídeo secreto. O projeto de lei foi aprovado por dois comitês e pelo ramo representativo do congresso mexicano, com apoio quase unânime. Em outubro de 2018, o projeto aguardava votação no Senado.
A MFA lançou seu programa de Alimentação Consciente no México e no Brasil em 2017. Por meio da iniciativa, a MFA trabalha com grandes instituições — distritos escolares, universidades e hospitais — para ajudá-los a reduzir o consumo de carne, laticínios e ovos que servem. Devido aos compromissos políticos que reduzirão o consumo de carne, laticínios e ovos em 20%, distritos escolares, universidades e programas de assistência social em todo o Brasil e México servirão cerca de 26 milhões de refeições veganas anualmente. Administradores e cozinheiros das instituições recebem apoio, recursos, receitas e treinamento prático da MFA.
A MFA conduziu várias denúncias dentro de fazendas industriais no Brasil. As denúncias receberam cobertura da mídia no maior jornal diário do Brasil, Folha de S. Paulo ; grande revista de negócios EXAME ; e BuzzFeed News.
Em 2018, a equipe da MFA no Brasil ajudou a garantir um compromisso histórico do Carrefour, o maior supermercado do Brasil, de eliminar as pequenas gaiolas para galinhas. Após as campanhas da MFA ou discussões com a MFA, dezenas de outras grandes marcas nos EUA, Canadá, México e Brasil, incluindo Burger King, General Mills, Jack in the Box, Pollo Pepe, Les Croissants, Loz Car, Grupo Alimento, Grupo Habib's e Grupo Halipar se comprometeram a mudar a forma como tratam os animais.
Nos EUA, a MFA trabalhou com parceiros da coalizão na campanha Prevent Cruelty CA para coletar mais de 660.000 assinaturas de apoio a uma iniciativa eleitoral para proibir a produção e venda na Califórnia de carne e ovos de animais confinados em gaiolas. A medida, Proposição 12, foi aprovada com 63% dos votos na votação do estado da Califórnia em novembro de 2018.
Nos últimos anos, a MFA também foi pioneira em investigações de fazendas industriais e matadouros usando drones. Os drones da MFA expuseram 35 fazendas industriais e as visualizações dos vídeos investigativos ultrapassaram 22 milhões.
Uma investigação secreta de 2018 sobre a indústria de pesca com redes de deriva da Califórnia pela MFA e uma coalizão de organizações mostrou golfinhos enredados e afogados em redes de deriva, espécies ameaçadas de extinção mortas e tubarões cortados e esfaqueados ainda vivos e conscientes.
A investigação recebeu cobertura do The Washington Post, San Francisco Chronicle, NBC Bay Area, e muitos outros veículos. Imagens secretas influenciaram duas iniciativas legislativas destinadas a proibir as redes de deriva: um projeto de lei estadual da Califórnia e um projeto de lei federal.
Uma investigação de 2020 com foco na indústria de exportação de animais vivos no Brasil revelou que animais confinados em grandes navios em condições apertadas por semanas a fio, muitas vezes deitados e cobertos com suas próprias fezes. Depois de chegar ao seu destino no Oriente Médio, guindastes são usados para içar animais doentes e feridos pelos membros. Nos matadouros, eles são frequentemente cortados com facas e deixados para sangrar até a morte, membros são cortados e gargantas esfaqueadas.

## Programas atuais

### Denúncias
Denunciantes do MFA nos Estados Unidos, Canadá, México e Brasil documentaram animais intensamente confinados às dezenas de milhares em galpões, mutilados sem alívio da dor, espancados com barras de metal, esfaqueados, batidos em equipamentos e moídos vivos em instalações industriais maceradores.

### Engajamento corporativo
A MFA incentiva as empresas a adotarem políticas de bem-estar animal e trabalha com grandes instituições para reduzir a oferta de carne, laticínios e ovos. Depois de duas investigações do MFA em fazendas industriais fornecedoras da Perdue, a empresa implementou uma política de bem-estar animal que reduzirá o sofrimento de quase 680 milhões de aves por ano. O MFA pressionou centenas de empresas a implementar reformas.

### Advocacy
A equipe jurídica do MFA defende a proteção de denunciantes, responsabiliza os abusadores de animais e defende leis que protegem os animais. O trabalho da organização resultou em novas proteções legais para os animais; invasões de fazendas pela aplicação da lei; fechamento de instalações; processos criminais de proprietários de fazendas, gerentes e funcionários por abuso de animais; e derrota da legislação anti-whistleblower.

### Impacto social
Por meio da mídia social e divulgação, a MFA aumenta a conscientização pública sobre o sofrimento dos animais ditos de criação e promove escolhas alimentares compassivas. A organização administra o ChooseVeg.com, um site dedicado a tornar a alimentação à base de plantas mais fácil e acessível e oferece suporte individual para pessoas interessadas em comer mais alimentos à base de plantas.

## Eventos

### Hidden Heroes Gala (Gala dos Heróis Ocultos)
A MFA hospeda o Hidden Heroes Gala(Gala dos Heróis Ocultos) todos os anos no centro da cidade de Los Angeles. O evento formal homenageia os investigadores da MFA e seus apoiadores.
Celebridades proeminentes comparecem todos os anos em apoio. Entre eles: Joaquin Phoenix, Moby, Tony Kanal, Pamela Anderson, Mýa, Emily Deschanel, Kat Von D, Leona Lewis, Diane Warren, Emma Kenney, Evanna Lynch, Rose McGowan, Simon Helberg, Kevin Nealon, Daniella Monet e Otep Shamaya .

### Circle V (Círculo V)
O Circle V (Círculo V), o primeiro festival de música totalmente vegano que celebra os direitos dos animais, foi lançado em 2016. Um segundo evento ocorreu em 2017. Milhares compareceram para desfrutar de vendedores de comida vegana, pop-ups de varejo e palestrantes proeminentes durante o dia. À noite, músicos como Moby e Goldenvoice subiram ao palco no Fonda Theatre em Hollywood. Todas as receitas do evento beneficiam a MFA.